# Мойтін
Мойтін (словац. Mojtín) — село, громада округу Пухов, Тренчинський край. Кадастрова площа громади — 10.84 км².
Населення 413 осіб (станом на 31 грудня 2020 року).

## Історія
Мойтін згадується 1364 року.

## Населення
| Рік:            | 1994. | 2004.   | 2014.    | 2024.   |
| --------------- | ----- | ------- | -------- | ------- |
| Кількість осіб: | 623   | 578     | 461      | 426     |
| Різниця:        |       | -7,22 % | -20,24 % | -7,59 % |

| Рік:            | 2023. | 2024.   |
| --------------- | ----- | ------- |
| Кількість осіб: | 423   | 426     |
| Різниця:        |       | +0,70 % |